# Roter Haus
Das Roter Haus ist ein denkmalgeschütztes Gebäude in der oberschwäbischen Stadt Memmingen. Das ehemals dem Kloster Rot an der Rot als Stadthaus dienende Bauwerk ist heute in Privatbesitz.

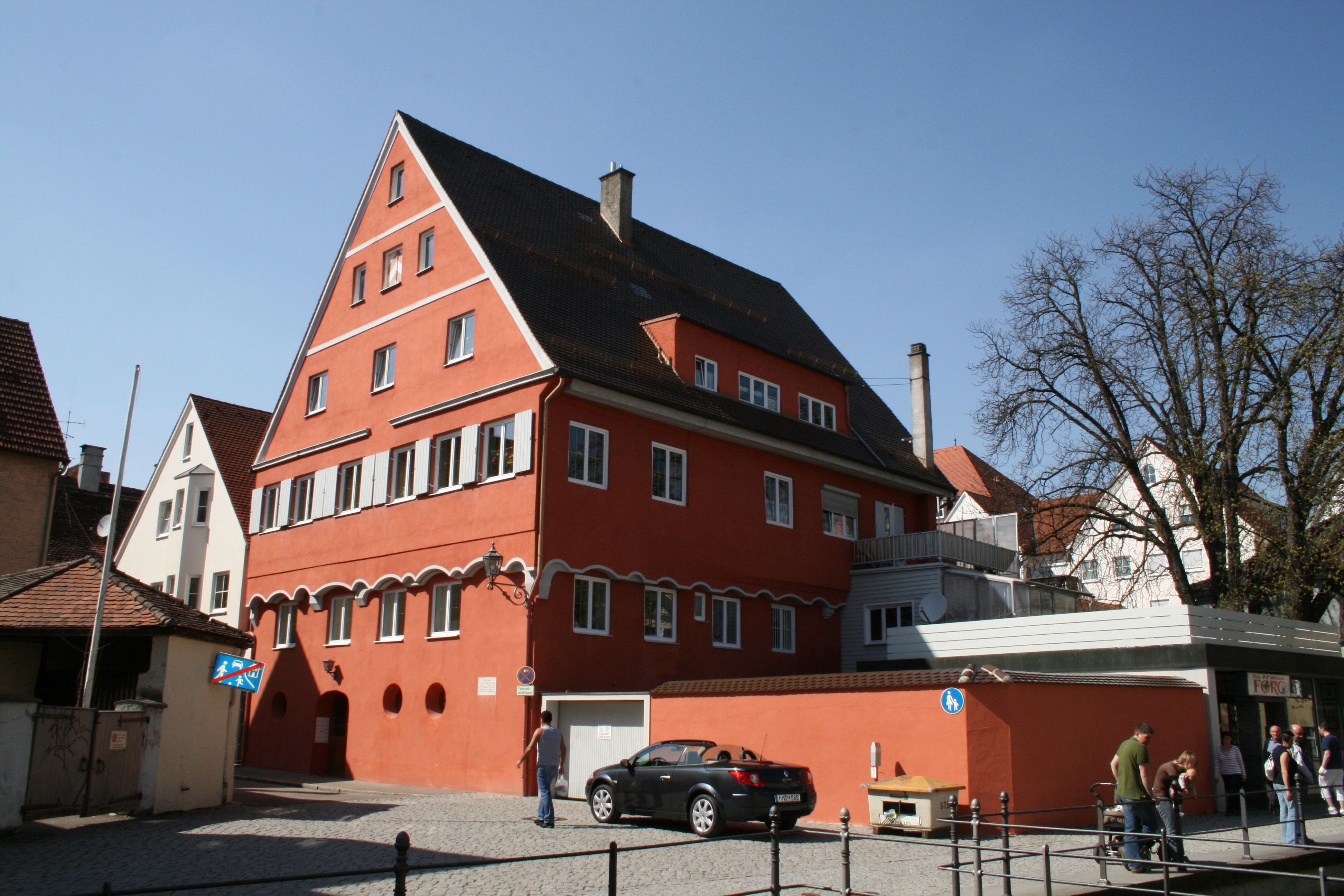
Das Roter Haus von der Oberen Bachgasse aus gesehen

## Lage
Das Haus liegt in der Altstadt Memmingen in der sogenannten Wegbachsiedlung am Stadtbach. Die Rotergasse als Verbindungsstraße von der Lindauer Straße zur Oberen Bachgasse ist nach dem Haus benannt.

## Geschichte
Das Haus wurde im Spätmittelalter erbaut. Erneuert wurde es 1606 vom Kloster Rot an der Rot, in dessen Besitz sich das Haus befand. Es wurde als Zufluchtsstätte in Kriegszeiten und als Handelsplatz in der ehemaligen freien Reichsstadt genutzt. 1802, ein Jahr vor der Säkularisation, verkaufte Abt Nikolaus Betscher das Haus an Johann Sigmund Mayer vom Schwanen. Seither ist es in Privatbesitz.

## Baubeschreibung
Der dreigeschossige Satteldachbau ist in roter Farbe gestrichen. Den Vorhof trennt eine etwa zwei Meter hohe Mauer von der Oberen Bachgasse. Das zweite Geschoss ist über Stichbogen vorkragend. In der Südostecke des Erdgeschosses befindet sich die profanierte ehemalige Kapelle des Hauses. Im Inneren sind an der Flachtonne stuckierte Gurte, Grate und Rosetten angebracht.